# تشارلز بارنارد
تشارلز بارنارد (بالإنجليزية: Charles Barnard)‏ هو لاعب كرة قدم أمريكية أمريكي، ولد في 3 مارس 1915 في Ovalo, Texas ‏ في الولايات المتحدة، وتوفي في 29 يونيو 2008 في غارلاند في الولايات المتحدة.

## وصلات خارجية
- تشارلز بارنارد على موقع مرجع كرة القدم المحترفة.كوم (الإنجليزية)